# Edison Machado
Edison dos Santos Machado, ou simplesmente Edison Machado (Rio de Janeiro, 31 de janeiro de 1934 — Rio de Janeiro, 15 de setembro de 1990) foi um baterista autodidata e compositor musical brasileiro.
É considerado, ao lado do baterista Milton Banana, como um dos maiores expoentes da música brasileira quando o assunto é bateria. Criador de conceitos neste instrumento é o responsável por criar a condução de prato no ritmo do samba na década de 1950. Por meio de sua criação do samba no prato e de suas primeiras gravações, ele ajudou a moldar o samba e a bossa nova. Apesar do impacto que ele causou como um dos fundadores da bossa nova, seu nome foi amplamente esquecido.
Inovador e arrojado, quando chegou ao Beco das Garrafas no Rio de Janeiro, acompanhava Luís Carlos Vinhas e Tião Neto no Bossa Três e o sexteto Bossa Rio liderado por Sérgio Mendes. Criou o grupo Rio 65 Trio criando o rótulo para a MPM "Música Popular Moderna" quando fim da bossa nova e surgimento da jovem guarda. Seu álbum Edison Machado é Samba Novo gravado pelo selo CBS/Sony até hoje é uma grande referência de samba para bateristas brasileiros e bateristas de todo o mundo, que teve arranjos de Moacyr Santos, J.T. Meirelles, Maciel e Raul de Souza tendo todos eles participado no álbum, mais os músicos Tenório Júnior ao piano e Tião Neto, no contrabaixo.
No ano de 1976 Edison viajou aos Estados Unidos por onde residiu por 14 anos. Lá gravou com Chet Baker e Ron Carter. Com o seu grupo Lua Nova apresentou-se em diversos festivais de jazz pelo mundo.

## Carreira

### 1934–1957 - Primeiros Passos na música
Edison Machado cresceu nos subúrbios do Engenho Novo da então capital do Brasil, Rio de Janeiro. Em sua infância, ele começou a aprender a tocar bateria sozinho. Ao assistir e ouvir bateristas brasileiros famosos como Luciano Perrone e Edgar Nunes Rocca ele acompanhava a bateria nas pernas para aprender suas técnicas. Nos anos que se seguiram à Segunda Guerra Mundial, Machado, como muitos outros adolescentes no Brasil, viveu o apogeu da Rádio Nacional e foi inspirado pelos bateristas americanos de be-bop jazz Art Blakey e Max Roach. Em 1949, aos 17 anos. Enquanto continuava a tocar bateria, Machado iria acidentalmente criar um estilo de jogo que iria influenciar o samba moderno. O que ocorreu foi que enquanto tocava com uma banda de samba, a caixa de Machado quebrou. Não querendo interromper o fluxo da música, ele começou a tocar o prato de condução com a mão direita, enquanto usava a mão esquerda para adicionar acentos sincopados em um timbal. Após a criação acidental do samba no prato, ele se tornaria o estilo de jogo característico de Machado nos anos seguintes.
Em algum momento do início dos anos 1950, Machado ingressou no Exército Brasileiro e, ao fazê-lo, conheceu Raul de Souza. Por volta de 1955, Machado havia deixado o exército para se apresentar nos clubes do Beco das Garrafas, também conhecido como "Beco das Garrafas". O local conhecido por hospedar muitos artistas de jazz brasileiros famosos ao longo dos anos 50 e ganhou seu apelido devido aos apartamentos vizinhos jogando garrafas no beco para protestar contra o barulho dos artistas. Esses clubes eram bem conhecidos por terem músicos inovadores, dos quais tocavam todas as noites. Em 1957, aos 23 anos, Machado integraria o seu primeiro grupo major Turma da Gafieira, que no mesmo ano gravou os primeiros discos Turma da Gafieira e Samba em Hi-Fi.

### 1957–1980 - Sucesso
Nos anos após tocar com a Turma da Gafieira, Machado foi continuar construindo uma reputação para si mesmo colaborando com Dionysio de Oliveira Filho, Paulo Moura e Luiz Bonfá. Em 1961, Machado ajudou a criar um grupo chamado Bossa Três, que foi um dos primeiros grupos instrumentais de Bossa Nova da época. Composto por Luiz Carlos Vinhas no piano e Tião Neto no contrabaixo, o grupo estreou no Lane em 1962.  No início de 1963, o grupo tocava em Nova York sob contrato de Sidney Frey, dono da Audio-Fidelity. Frey gravou várias sessões para vender para o mercado musical americano, publicá-las no Andy Williams Show e apresentá-las no Village Vanguard. Apesar do relativo sucesso do Bossa Três, eles perderam oportunidades de tocar em locais como o Birdland porque Machado não conseguia ler música por ser autodidata.

## Discografia
- 1964 - Edison Machado é Samba Novo (CBS)
- 1970 - Obras (Stylo)
- 1971 - Obras II (O Pulo do Gato) (Stylo | Relançado por Whatmusic em 2004)
- 1986 - O Grande Amor - A Bossa Nova Collection (Stash Records) — Gene Bertoncini e Michael Moore, com Edison Machado como convidado especial.

Com o grupo "Bossa Três"
- 1963: Os Bossa Três
- 1963: Bossa Três and Jo Basile
- 1965: Bossa Três e amigos
- 1965: Bossa Três Em Forma!

Com o grupo "Bossa Três e Pery Ribeiro"
- 1966: Encontro

Com o grupo "Rio 65 Trio"
- 1965: Rio 65 Trio
- 1966: A Hora E Vez Da M.P.M.

### Como Convidado
Com o grupo "Turma da Gafieira"
- 1957: Turma da Gafieira
- 1957: Samba em Hi-Fi

Com Paulo Moura
- 1958: Escolha E Dance

Com Dionísio e Seu Quinteto
- 1959: Romance no Texas Bar
- 1959: Sax & Ritmo

Com Luiz Bonfá
- 1962: O Violão E O Samba

Com Tom Jobim
- 1963: The Composer of Desafinado Plays

Com "Meirelles e os Copa 5"
- 1964: O Novo Som

Com Hector Costita
- 1964: Impacto

Com o grupo "Salvador Trio"
- 1965: Salvador Trio
- 1966: Tristeza

Com Stan Getz
- 1966: Stan Getz with Guest Artist Laurindo Almeida

Com Tania Maria
- 1969: Apresentamos

Com Ron Carter
"1981: Patrão
Com "Gene Bertoncini & Michael Moore"
- 1986: O Grande Amor

## Filmografia
- 1964: Terra em Transe (creditado como "Edson Machado")[13]
- 1965: Crônica da Cidade Amada